# Orthobula spiniformis
Orthobula spiniformis là một loài nhện trong họ Phrurolithidae.
Loài này thuộc chi Orthobula. Orthobula spiniformis được miêu tả năm 2005 bởi Tso et al..